# Ajustement pour l'âge
L'ajustement pour l'âge, ou standardisation pour l'âge, est une technique permettant de comparer des populations lorsque leurs structures d’âge diffèrent, par exemple lors d'un vieillissement démographique.